# Sighetu Marmației

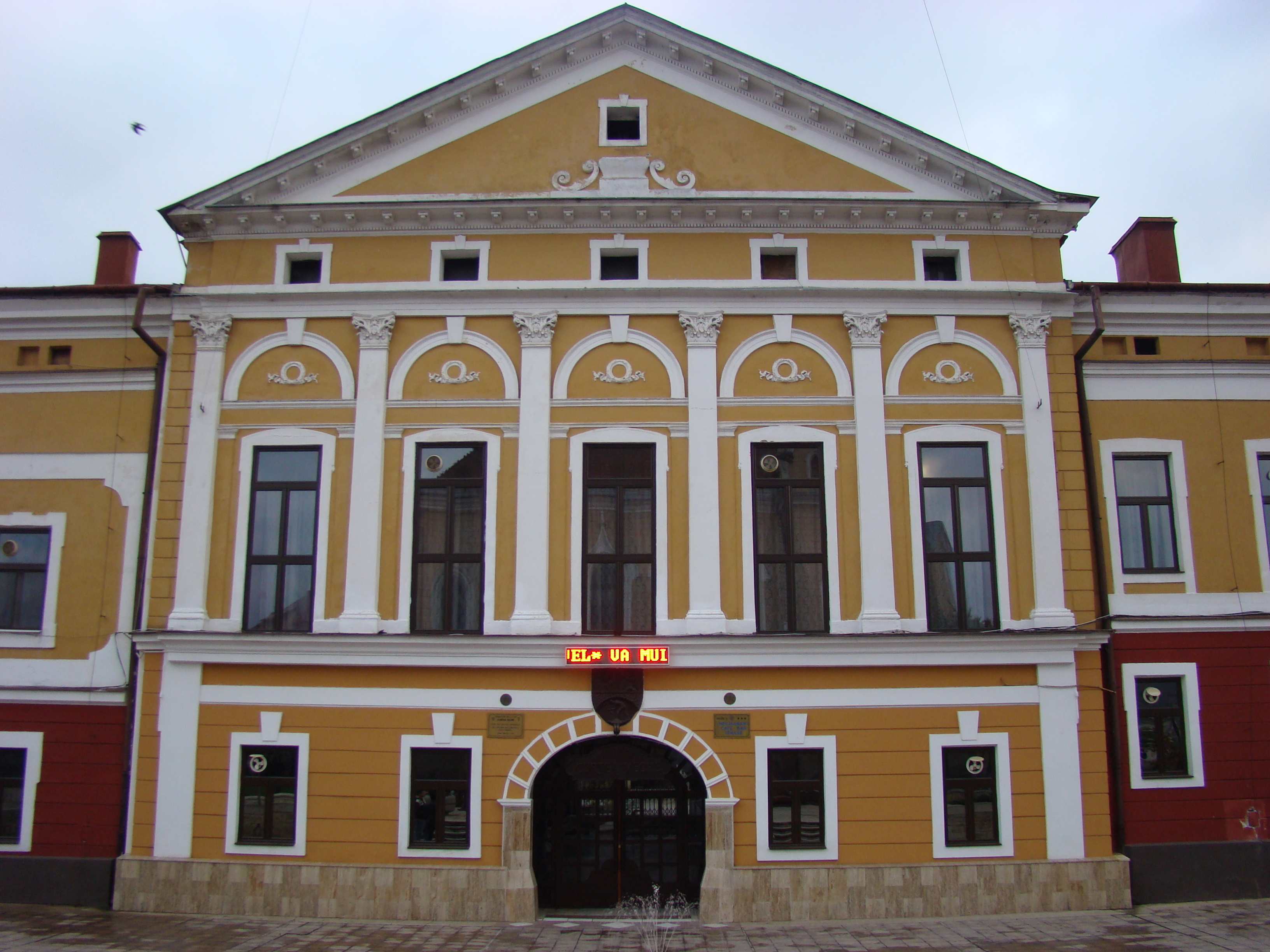
Voormalige provinciehuis van het comitaat Máramaros in 1690 gebouwd in 1834 uitgebreid, nu horecabestemming

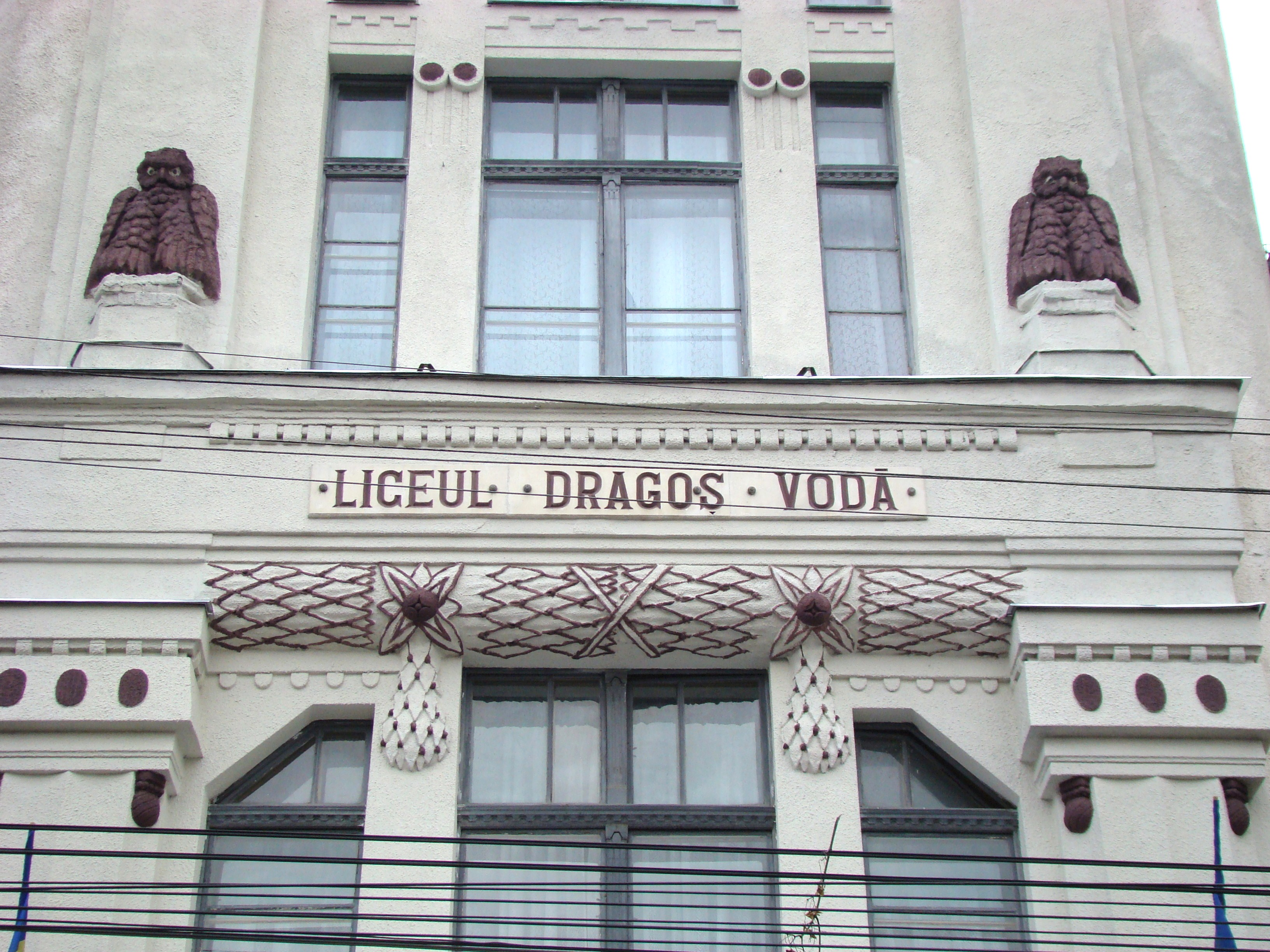
Schoolgebouw, in 1911 gebouwd als Rooms Katholiek Piaristengymnasium (architect: Sándor Baumgarten)

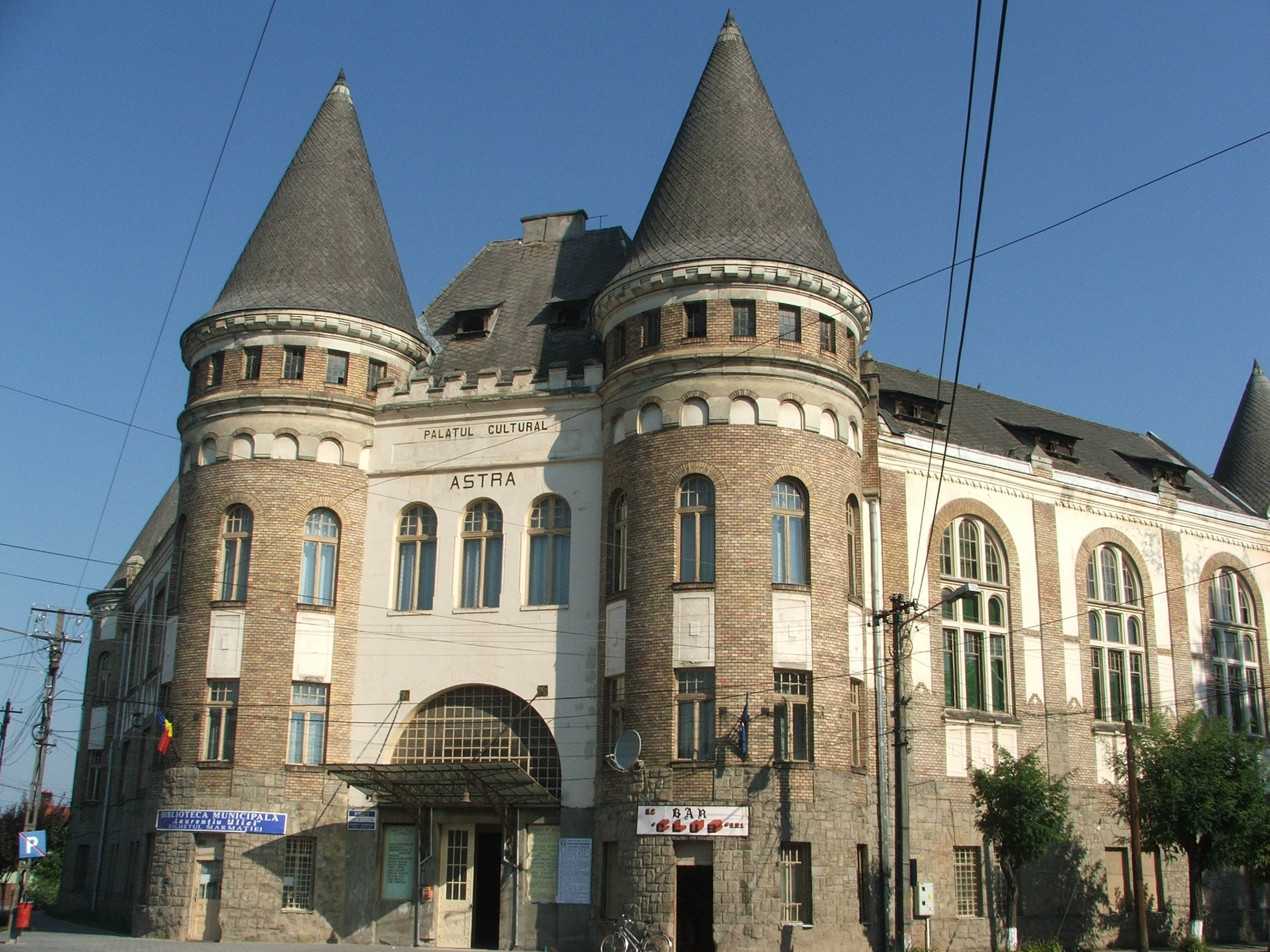
Cultuurpaleis, in 1912 gebouwd op de plek van de toenmalige Gereformeerde begraafplaats (architect Gyula Sándy)

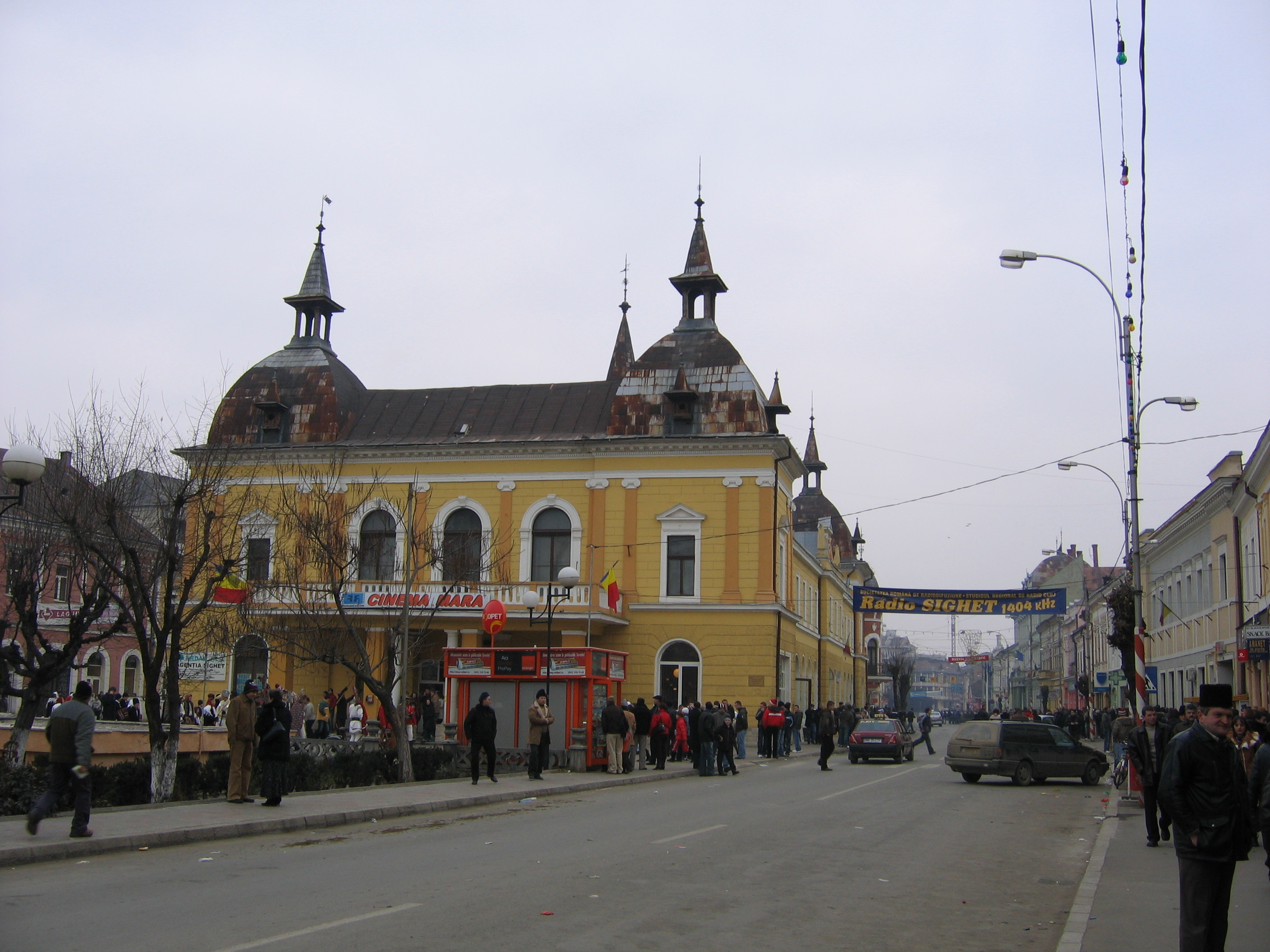
Vigadó (Comedytheater) gebouwd in 1889, tegenwoordig onder andere Bibliotheek en Historisch museum.

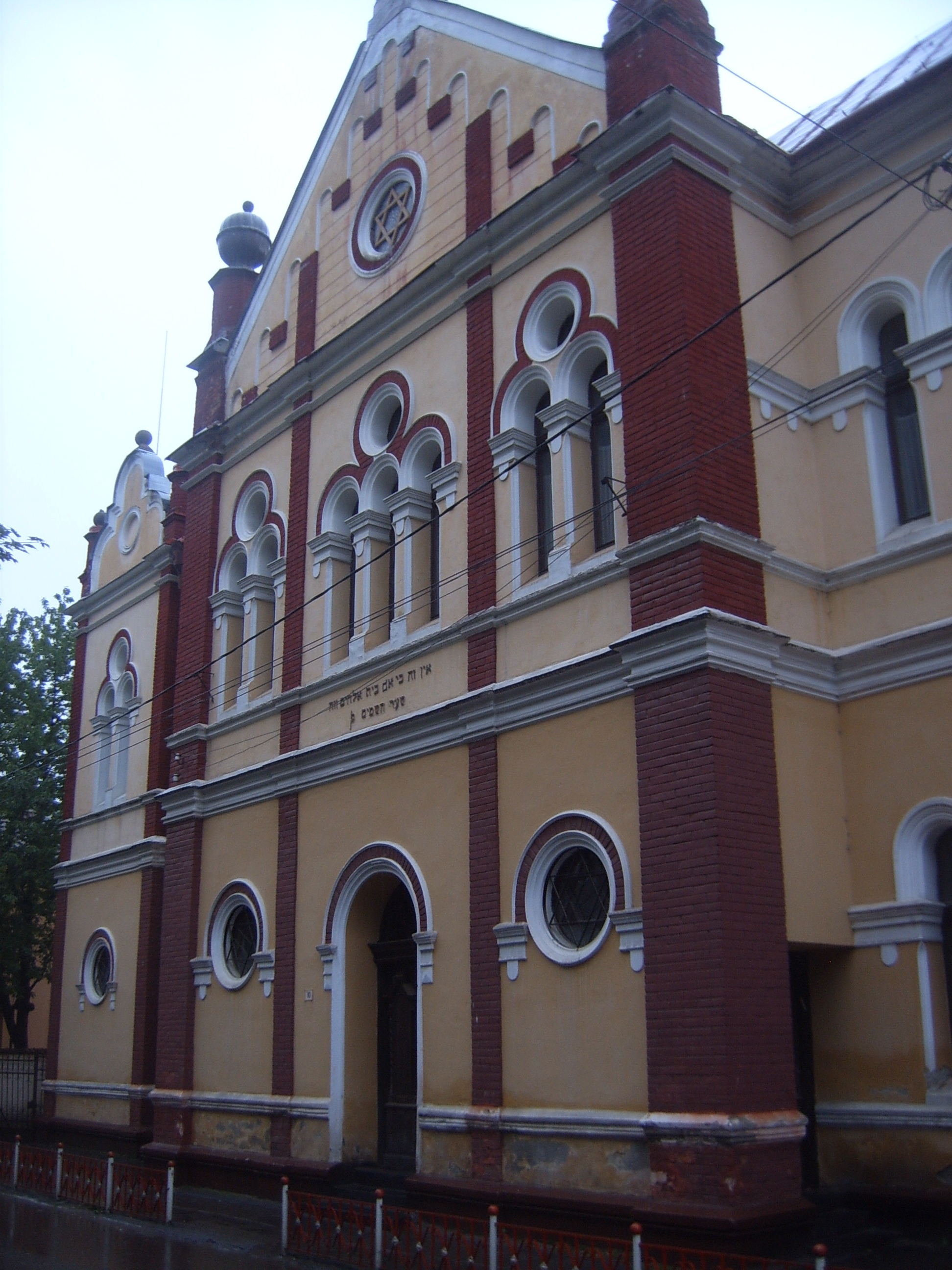
Synagoge van Sighet

Sighetu Marmației, ook bekend als Sighet, is een stad in het district Maramureș in Roemenië tegen de grens met Oekraïne, gelegen in het Theissdal. De stad telde 37.640 inwoners in 2011. De stad was oorspronkelijk Hongaars en heette toen Máramarossziget. 'Sziget' betekent eiland in het Hongaars. Het was de hoofdstad van het comitaat Máramaros. Sinds de Eerste Wereldoorlog behoort de stad tot Roemenië, met uitzondering van een Hongaarse periode in de Tweede Wereldoorlog.
De Hongaren vormden tot de Tweede Wereldoorlog de meerderheid van de bevolking.

## Stadsbeeld
Sighet (zoals de stad door haar inwoners wordt genoemd) heeft een fraaie dichtbebouwde binnenstad in Midden-Europese (Habsburgs/Hongaarse) stijl. Het centrale plein in de stad Piata Libertatii wordt gedomineerd door de Rooms Katholieke (Hongaarse) Sint Carolus Borromeus kerk. Verder staan in het centrum het stadhuis, de Oekraïens-Orthodoxe kerk, de Roemeens-Orthodoxe kerk, Grote Synagoge van Sighet en de Grote Hongaars Gereformeerde kerk. In het centrum zijn het etnografisch museum van Maramures en het Elie Wiesel memorial house te vinden.
Aan de noordzijde van de rivier ligt het stadje Solotvyno in Oekraïne. De brug tussen beide steden werd in 1944 verwoest. In 2007 kwam een nieuwe brug gereed.

## Geschiedenis
De plek waar Sighetu Marmației ligt is al bewoond sinds de Hallstatt periode. Vanaf het jaar 896 wordt het gebied ingenomen door Hongaarse stammen de stichters van het Koninkrijk Hongarije in het jaar 1000. Al in de 11e eeuw wordt de plaats genoemd in geschriften en vanaf 1326 ook als stad. In 1352 werd Sziget de titel van een Koninklijke vrijstad gegeven en wordt het de hoofdstad van het comitaat Máramaros. Na de opdeling van Hongarije na de slag bij Mohács in 1526 blijft het gebied uit handen van de Turken. Het comitaat wordt in 1570 onderdeel van het vorstendom Transsylvanië. In 1711 brengt Keizer Karel VI van Oostenrijk het gebied weer terug in zijn Hongaarse kroonland.
Tijdens de eerste eeuwen van het Hongaarse bestuur wordt het spaarzaam bevolkte gebied rond de stad naast Hongaren verder bevolkt door binnentrekkende Vlachen (de latere Roemenen) en Roethenen (die opgingen in de Oekraïense bevolking). Later in de tijd trokken veel Joden naar de stad. In de 19e en het begin van de 20ste eeuw vormden de Joden de belangrijkste bevolkingsgroep in de stad.
In 1918 roepen de Roemeense opstandelingen op het centrale plein de unificatie met Roemenië uit. In 1920 wordt dit bekrachtigd in het Verdrag van Trianon. Daarmee komt vooreerst een einde aan het Hongaars bestuur. Echter in 1940 komt de stad en ook het aan de overzijde van de rivier gelegen Tsjecho-Slowaakse gebied dankzij de Tweede Scheidsrechterlijke Uitspraak van Wenen weer onder fascistisch Hongaars gezag. Al in 1942 worden de eerste Joden gedeporteerd. In 1944 volgt een deportatie van het grootste deel van de Joodse bevolking, bijna 13.000 personen. Ze worden veelal naar Auschwitz overgebracht om te sterven in de gaskamers. Onder de overlevenden is Elie Wiesel die schrijver is en de Nobelprijs voor de vrede wint. In 1947 leven er nog 2300 Joden in Sighet. De meeste van hen zullen in de jaren daarna vertrekken naar onder andere Israël. In 2002 zijn er slechts 20 Joden over in de stad.
In 1944 is de stad weer in Roemeense handen, als de Volksrepubliek Roemenië steeds verder in communistisch en later dictatoriaal bewind vervalt is de stad de vestigingsplek van de meest beruchte gevangenis voor tegenstanders van het regime. In de jaren 50 en 60 verdwijnen veel dissidenten hier in de gevangenis, velen sterven door gruwelijke martelpraktijken. Tegenwoordig is in de stad een museum gevestigd in de voormalige gebouwen van deze gevangenis die het verhaal levend houdt.

### Historische bevolkingssamenstelling
De geschiedenis van de stad wordt weerspiegeld in de bevolkingssamenstelling tussen 1880 en 2011. In de jaren vanaf 1880 tot 1920 zien we een Joods/Hongaarse stad waarbij het gros van de mensen Hongaars of Duits spreekt. Vanaf 1920 is de omslag te zien waarbij de Hongaren in aantal minder worden en het aantal Roemenen stijgt. Vanaf 1930 is de ontwikkeling van een etnisch gemengde naar een Roemeense stad met als belangrijkste minderheden Hongaren en Oekraïners te zien.
- In 1880 telt de stad in totaal 12.324 inwoners, 7000 Hongaarstaligen (57%), 2439 Duitstaligen en 2085 Roemeenstaligen. (3653 geven Joods als religie op, 5062 zijn  Rooms Katholiek of Hongaars gereformeerd)
- In 1900 telt de stad in totaal 19.117 inwoners, 12.699 Hongaarstaligen (66%), 2718 Duitstaligen en 2919 Roemeenstaligen. (6822 geven Joods als religie op 6357 zijn  Rooms Katholiek of Hongaars gereformeerd)
- In 1910 telt de stad in totaal 23.657 inwoners, 18.143 Hongaarstaligen (77%), 1310 Duitstaligen en 3632 Roemeenstaligen. (8535 geven Joods als religie op 7188 zijn  Rooms Katholiek of Hongaars gereformeerd)
- In 1920 telt de stad in totaal 25.795 inwoners, 11.561 Joden (45%), 6570 Hongaren (25%) en 6489 Roemenen (25%). (Roemeense volkstelling)
- In 1930 telt de stad in totaal 27.270 inwoners, 10.526 Joden (39%), 9658 Roemenen (35%) en 5424 Hongaren (20%). (Roemeense volkstelling)
- In 1941 telt de stad in totaal 28.139 inwoners, 15.415 Hongaren (55%), 6202 Roemenen (22%) en 5907 Joden (Hongaarse volkstelling)
- in 1956 telt de stad in totaal 24.222 inwoners, 14.359 Roemenen (59%), 7354 Hongaren (30%) en 1381 Joden. (Roemeense volkstelling)
- in 1966 telt de stad in totaal 29.771	inwoners, 20.865 Roemenen (70%), 7600 Hongaren (26%) en 159 Joden.
- in 1977 telt de stad in totaal 38.146	inwoners, 28.202 Roemenen (74%), 8465 Hongaren (22%), 1090 Oekraïners en 111 Joden.
- In 1992 telt de stad in totaal 44.185 inwoners, 34.010 Roemenen (77%), 8133 Hongaren (18%), 1443 Oekraïners en 33 Joden.
- In 2002 telt de stad in totaal 41.220	inwoners, 32.867 Roemenen (80%), 6513 Hongaren (16%), 1226 Oekraïners en 20 Joden
- In 2011 telt de stad in totaal 37.640 inwoners, 28.634 Roemenen (76%), 4417 Hongaren (12%), 750 Oekraïners, 3256 personen (9%) geeft geen nationaliteit op.

Kijkend naar de religie die men opgeeft ligt het aantal Hongaren in 2011 mogelijk rond de 14 procent (Rooms Katholiek, Hongaars gereformeerd en Unitarisch) 4138+1148+5=5291 personen.

## Bevolking
Tijdens de volkstelling van 2011 was de bevolkingssamenstelling van de 37.640 inwoners als volgt:
- Roemenen - 28.634 (76,07%)
- Hongaren - 4.417 (11,73%)
- Oekraïners - 750
- Roma - 490

### Hongaarse gemeenschap
De Hongaarse gemeenschap van de stad heeft eigen instellingen en organisaties. Zo is er het Hongaarstalige basis- en middelbare Leöwey Klára Elméleti Líceum. Nadat in 1948 alle Hongaarse scholen in de stad waren gesloten, duurde het tot 2002 tot er weer zelfstandig Hongaars onderwijs was in de stad. Inmiddels studeren er circa 280 leerlingen aan de school en is er ook een Hongaarse kinderopvang in het gebouw te vinden.
Via FM is het Hongaarstalige popstation City Rádió te ontvangen vanaf de zendmast nabij de stad.

## Geboren in Sighetu Marmației
- Simon Hollósy (1857-1918), Hongaars kunstschilder, legde de basis van de kunstenaarskolonie in Nagybánya (tegenwoordig Baia Mare)
- Moshe Teitelbaum (1914-2006), joods rabbijn
- Elie Wiesel (1928-2016), joods schrijver van boeken over de Holocaust en Nobelprijswinnaar (1986)
- Géza Frid (1904-1989), Hongaars-Nederlands componist
- György Jakubinyi (1946), aartsbisschop van Alba Iulia

## Overleden in Sighetu Marmației
- István Szilágyi (1819-1897) pedagoog en schrijver van de eerste academische beschrijving van het comitaat Maramaros. Hij wordt heden ten dage nog geëerd met een straatnaam in de stad.

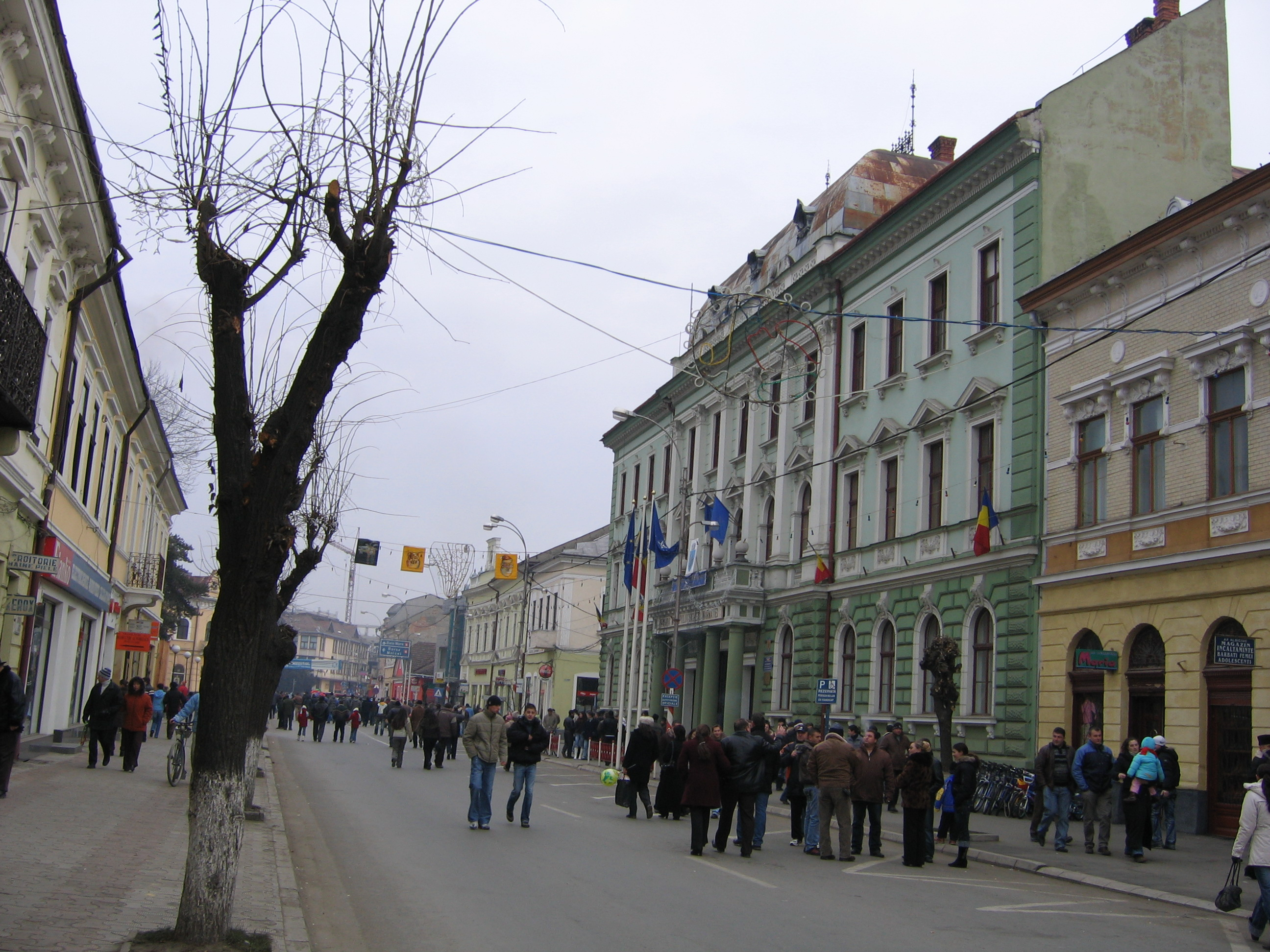
Hoofdstraat in het centrum
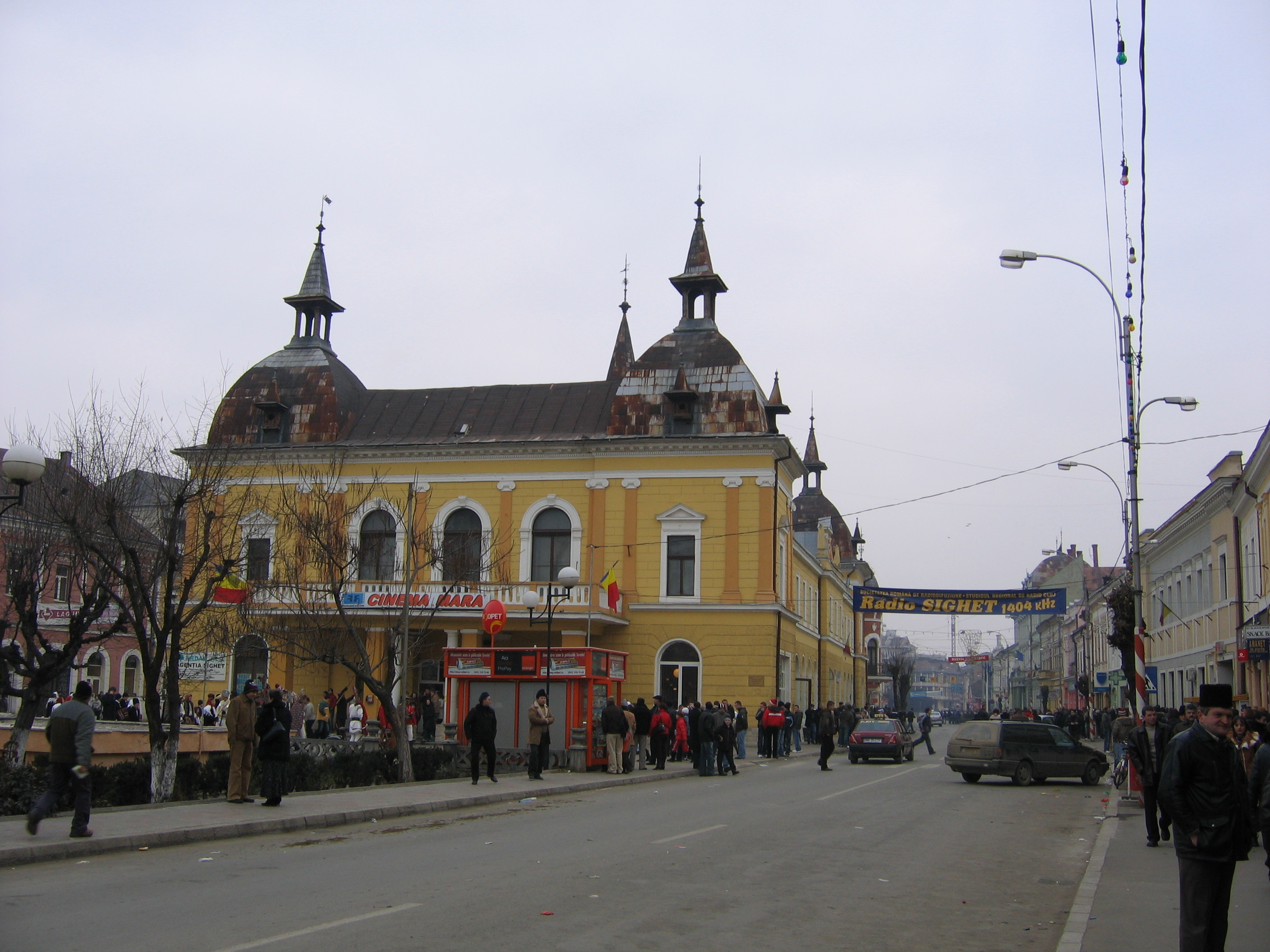
Gebouw in het centrum
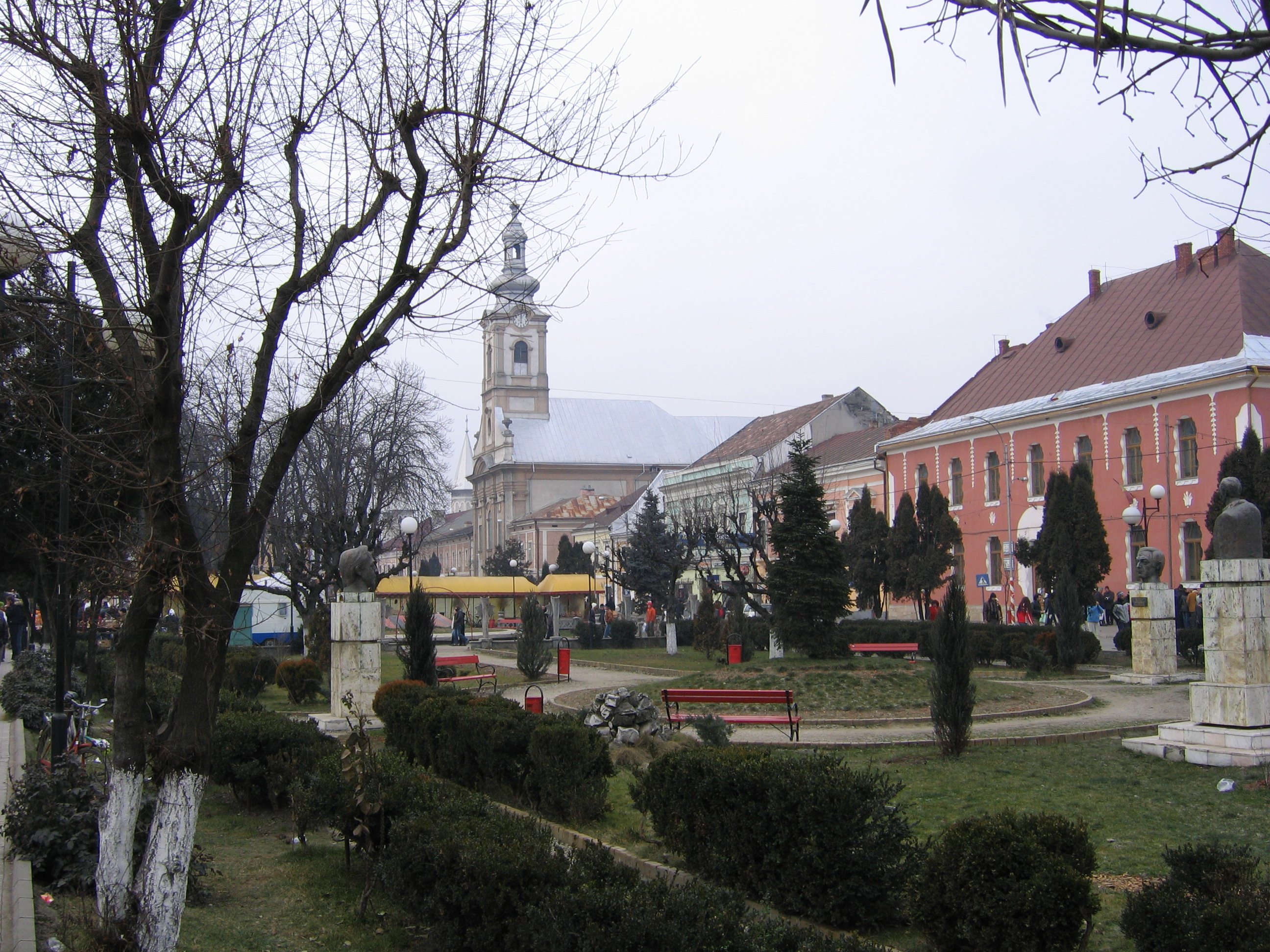
Park in het centrum
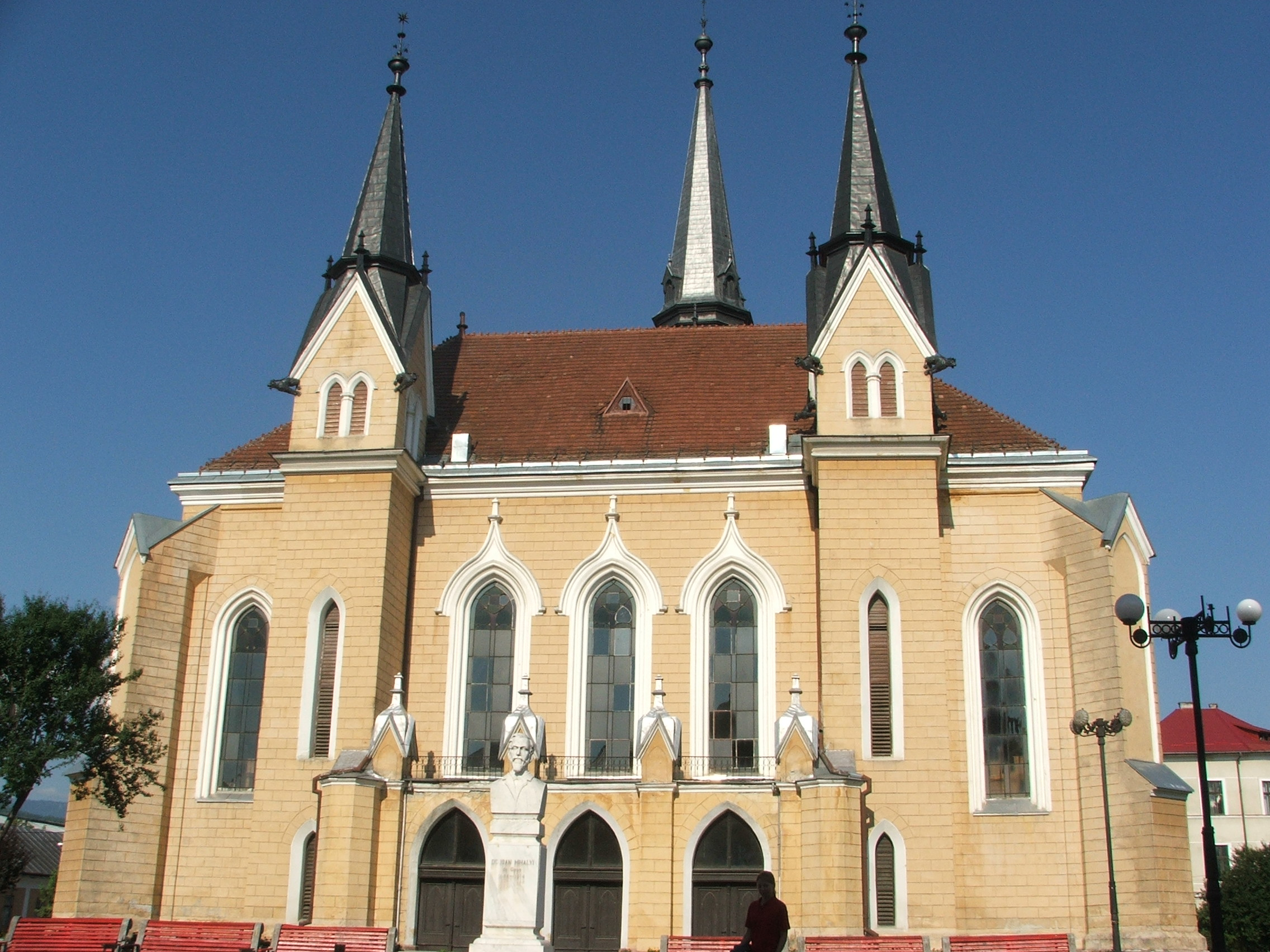
Hongaarse Gereformeerde Kerk